# 粗梗紫金牛
粗梗紫金牛（学名：Ardisia crassipes），为报春花科紫金牛属下的一个植物种。